# Okoličná na Ostrove
Okoličná na Ostrove (maďarsky Ekel) je obec na Slovensku v okrese Komárno. První písemná zmínka pochází z roku 1229. Žije zde přibližně 1 400 obyvatel. Rozloha obce činí 29,89 km².

## Školy
- Základní škola a mateřská škola Jánosa Hetényiho s vyučovacím jazykem maďarským, Nitrianska 378, Okoličná na Ostrove[3]